# Musa Cliffortiana

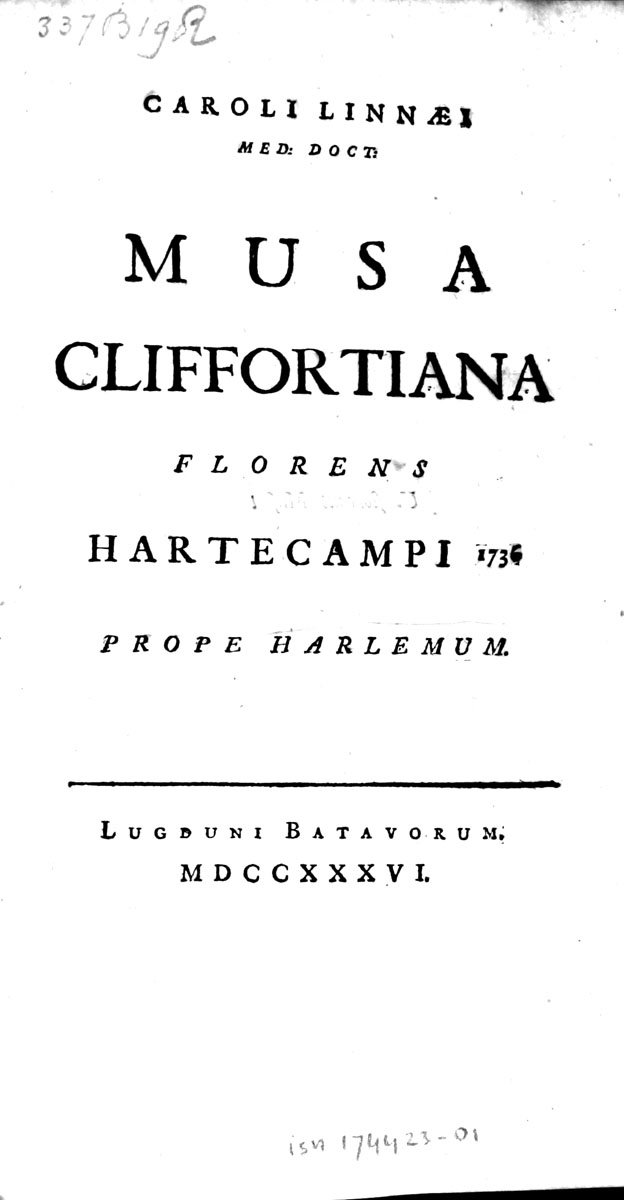
Titelblatt Musa Cliffortiana von 1736.

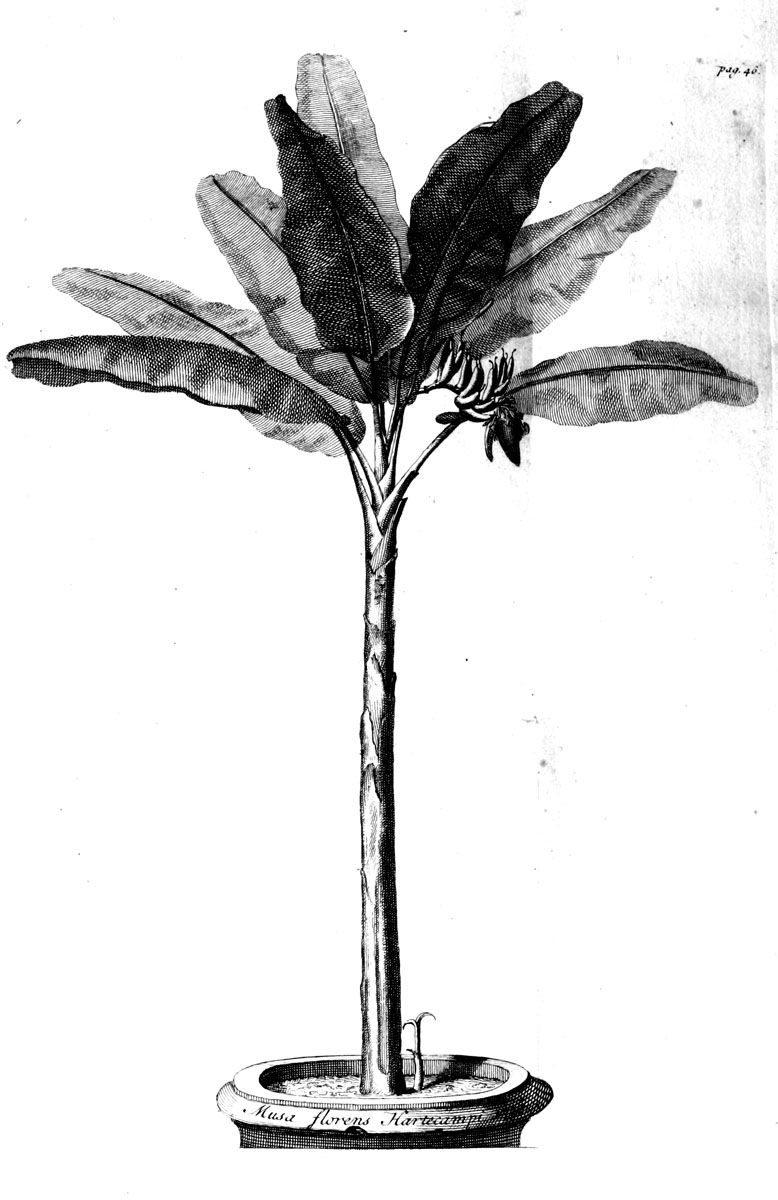
Abbildung der Banane in Musa Cliffortiana.

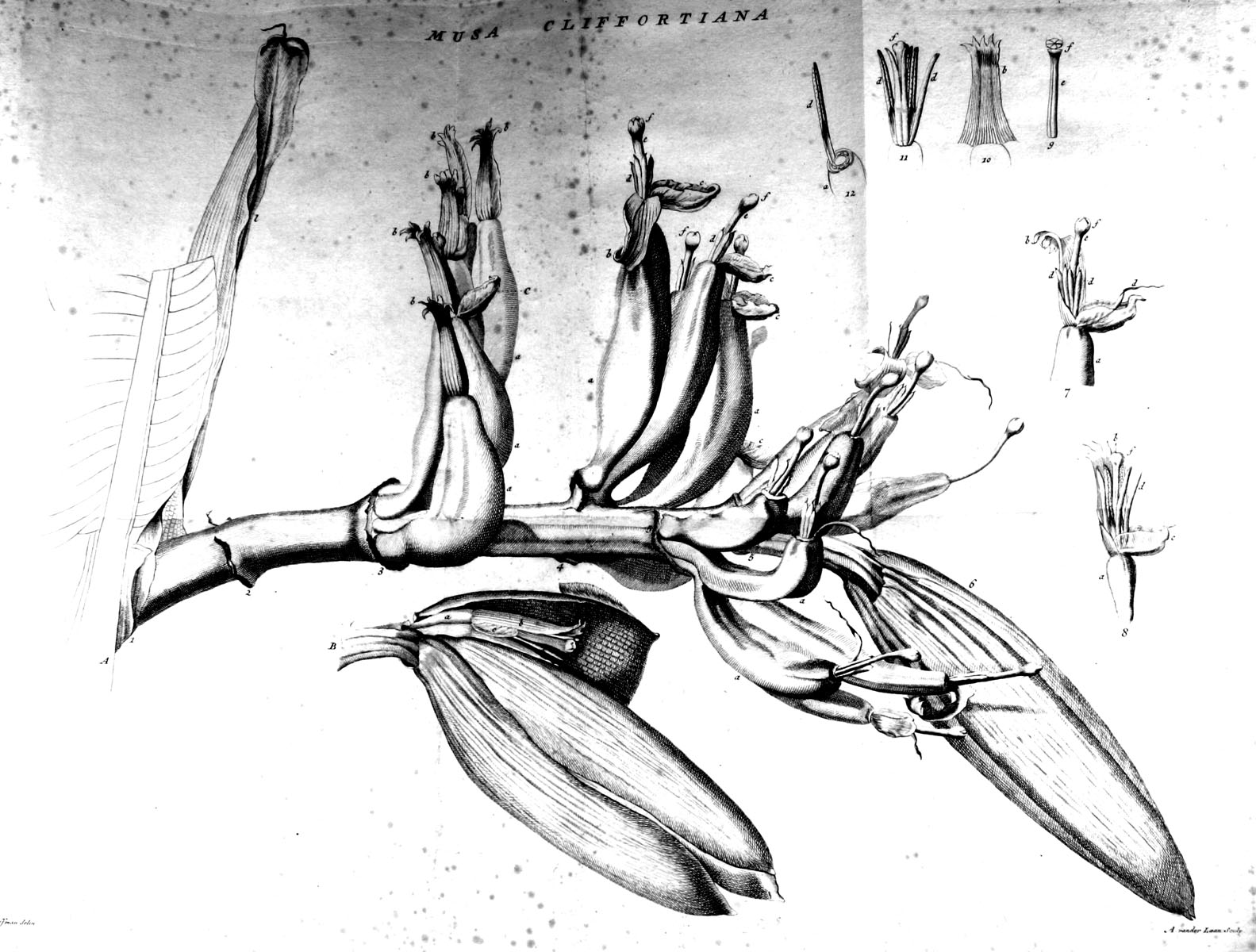
Details der Banane in Musa Cliffortiana.

Musa Cliffortiana ist der Titel eines Werkes von Carl von Linné, in dem er sich ausführlich mit der Banane beschäftigte. Es ist die erste Monographie über eine Pflanzengattung.

## Werk
Die erste und einzige Auflage erschien 1736 unter dem vollständigen Titel Musa Cliffortiana florens Hartecampi 1736 prope Harlemum in Leiden. Eine Besprechung des Werkes durch Johann Ernst Hebenstreit erschien 1737 in Acta eruditorum.

### Entstehungsgeschichte
George Clifford lernte Carl von Linné im Haus von Johannes Burman kennen. Gemeinsam mit Burman besuchte Linné am 13. August 1735 Clifford in Hartekamp. Clifford war vom jungen Linné sehr beeindruckt. Er stellte ihn als seinen persönlichen Arzt ein und beauftragte ihn mit der Betreuung und Katalogisierung seiner umfangreichen Sammlung. Linné begann seine Arbeit auf Hartekamp am 24. September 1735.
Unter den vier Warmhäusern Cliffords befand sich auch ein sogenanntes Pisang, das speziell der Pflege von Musa ×paradisiaca diente. Es war bisher in Holland noch niemandem gelungen, die Banane zur Blüte zu bringen und Früchte heranreifen zu lassen. Innerhalb von vier Monaten nach seiner Ankunft gelang Linné dies mit Hilfe des aus Deutschland stammenden Gärtners Dietrich Nietzel. Er setzte die Bananenpflanze dazu in sehr nahrhafte Erde, stellte das Bewässern der Pflanze für mehrere Wochen ein und imitierte dann die heftigen Regengüsse der tropischen Stürme.
Um seine Ergebnisse zu publizieren, schrieb er Musa Cliffortiana.

### Inhalt
Der Quartband besteht aus 46 Seiten mit zwei Tafeln. Nach der Widmung wird er durch ein Poem mit zehn Versen von Hendrik Snakenburg (1674–1750) eingeleitet.
Im ersten Kapitel setzte Linné sich zunächst mit der Herkunft der arabischen Bezeichnung Musa auseinander, gab eine Reihe von Trivialnamen an und erläuterte seine Umwidmung der Gattungsbezeichnung auf Antonius Musa. In Kapitel II. untersuchte er die taxonomische Stellung der Gattung Musa in Bezug auf ähnliche Gattungen wie zum Beispiel die Palmen. Es folgen eine ausführliche Beschreibung der Gattung (Kapitel III.) und der bekannten Arten (Kapitel IV.). Weiterhin beschrieb er die geographische Verbreitung (Kapitel V.) sowie die Anwendungsmöglichkeiten (Kapitel VI.) der Banane. Er machte sich auch Gedanken darüber, ob es sich bei der Bananenpflanze vielleicht um den biblischen Baum der Erkenntnis handeln könnte.
Musa Cliffortiana besitzt kein Inhaltsverzeichnis im eigentlichen Sinne. Zur besseren Orientierung ist die Unterteilung des Werkes im Folgenden dargestellt:
Inhaltsverzeichnis
- Introductio
- I. Nomina
  - 1. Nomen selectum
  - 2. Synonyma Systematicorum omnia
  - 3. Synonyma Authorum veterum & recentior
  - 4. Nomen vernaculum
  - 5. Nomina variarum Gentium
  - 6. Etymologiae nominum genericorum
- II. Theoretica
  - 7. Classes & ordines in variis Systematibus
  - 8. Genera ad quae a Systematicis relata fruit
- III. Genus
  - 9. Genus
  - 10. Characteres essentiales
  - 11. Characteres artificales
  - 12. Hallucinatones Authorum etwa genus
  - 13. Genus naturale demonstratur
  - 14. Nomen genericum demonstratur
- IV. Species
  - 15. Descripto subjecti secundum partes plantae
  - 16. Species generis enumerantur
  - 17. Differentias inter speciem propositam exhibit
  - 18. Differentiae rejiciuntur
  - 19. Ratio cur differentia non componitur
  - 20. Variationes Speciei
  - 21. Variatio sub sua specie redigitur
- V. Attributa
  - 22. Locis natalis, regio, provincia
  - 23. Locis natalis latitudo & longitudo
  - 24. Locis natalis clima, solum
  - 25. Tempus florendi
  - 26. Mores & probrietates
  - 27. Observationes Anatomicae & Microscopiae
- VI. Usus
  - 28. Usus oeconomicus
  - 29. Usus diaeticus
  - 30. Usus physicus
  - 31. Usus chemicus
  - 32. Usus medicus
- VII. Litteraria
  - 33. Inventor
  - 34. Historicae traditiones
  - 35. Superstitosa & vana

### Auflagen
- 1. Auflage, Leiden 1737, 4°

## Nachweise